# Петро Погорецький-Сас
Петро Погорецький-Сас (10 липня 1865, с. Бориня Турківський повіт, Австро-Угорщина — 18 квітня 1939, с. Білина Велика (з 1946 р.  Велика Білина, Самбірський повіт, Польська Республіка) — український греко-католицький священник, громадський діяч, голова «Товариства руської шляхти в Галичині» (Самбір), парох села Велика Білина Самбірського повіту

## Біографія
Народився в с. Бориня Турківського повіту в сім'ї греко-католицького священника о. Йосифа Погорецького-Саса (1828—1890) та Амалії (Фойрайзель). Очевидно, родина походила з іншої місцевості, оскільки його брат о. Омелян Погорецький–Сас народився в 1867 році в с. Вацевичі Дрогобицького повіту, де був висвячений їхній батько. Був одружений із Стефанією Лавровською (1870—1938), яка була донькою о. Антона Лавровського та Павлини (Роздільська).
Навчався у Дрогобицькій гімназії (1884), а згодом у Греко-католицькій духовній семінарії у Відні у 1884—1888 роках.
Одержав свячення на диякона 8 грудня 1889 року, а 15 грудня 1889 року – єрейські свячення з рук митрополита Сильвестра Сембратовича. Душпастирську працю розпочав у містечку Великі Мости в Угнівському деканаті, де виконував функцію сотрудника з 1 березня 1890 до 26 серпня 1892 року, а паралельно з тим у Сокалі з 11 жовтня 1890 по 26 серпня 1892 р. У період з 27 серпня 1892 до 5 лютого 1895 рр. був катехитом у Дрогобичі. Після цього був завідателем у Новому Кропивнику Бориславського деканату з 6 лютого по 10 серпня 1895 року.

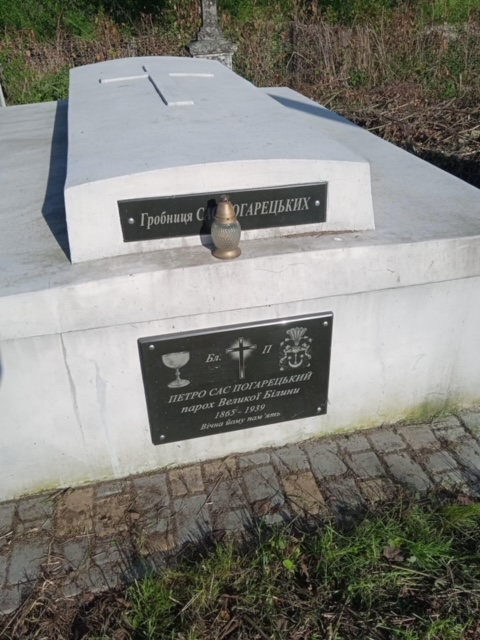
Могила о. Петра Погорецького-Саса в с. Білина Велика. 2022 р.

Останнім місцем його душпастирства була Велика Білина, де він виконував функції пароха з 11 серпня 1895 до 1939 року. При парафії діяло церковне братство, у селі читальня товариства «Просвіта», гурток українського господарського товариства «Сільський господар» і кооператив. У дочірній парафії Мала Білина також діяв кооператив, а також «каса Стефчика».
23 жовтня 1922 року заарештований польською владою й доставлений до тюрми в Самборі, де його утримували до 22 листопада 1922 року.
Петро Погорецький-Сас був ревним священником і активним громадським діячем, став головою ініціативної групи та першим головою «Товариства руської шляхти», яке було засноване у травні 1907 року у Самборі. Також він значиться серед жертводавців на будову шпиталю імені Митрополита Андрея.